# Ministerstvo obřadů
Ministerstvo obřadů (čínsky v českém přepisu li-pu, pchin-jinem lǐbù, znaky 禮部) či ministerstvo rituálu byl v Číně od 6. do 19. století jeden z ústředních úřadů státní správy čínských států, jmenovitě říší Suej a Tchang, států období pěti dynastií, říší Sung, Ťin, Jüan, Ming a Čching.
Zodpovídalo za provádění rituálů, organizaci návštěv zahraničních vyslanců, vedlo registry buddhistických a taoistických mnichů, organizovalo úřednické zkoušky. Původně bylo částí kanceláře šang-šu, v říši Jüan a rané Ming (ve 13. a 14. století) náleželo pod kancelář čung-šu. Od roku 1380 se osamostatnilo a přímo podléhalo císaři.

## Historie
Ministerstvo vzniklo v říši Suej jako jeden ze šesti funkčních oddílů kanceláře šang-šu, součástí kanceláře šang-šu bylo i za pěti dynastií a v říši Sung. Po splynutí „tří kanceláří“ san-šeng (čung-šu šeng, men-sia šeng a šang-šu šeng) bylo říši Jüan a zprvu i v říši Ming částí kanceláře čung-šu. Roku 1380 byla kancelář čung-šu zrušena a ministerstva, včetně ministerstva obřadů, se osamostatnila a nadále byla přímo podřízena císaři.
Zodpovídalo za provádění obřadů a rituálů, organizaci návštěv zahraničních vyslanců, dozíralo nad státními školami, vedlo registry buddhistických a taoistických mnichů. Od roku 736 řídilo úřednické zkoušky. Podléhaly mu různé související agentury, např. v mingské době úřady poslů, rytců pečetí a hudební úřad, též dvůr císařských zábav a dvůr státních obřadů.
Obvykle se dělilo na čtyři odbory s’ (司):
- obřadů (禮部司, li-pu-s’);
- obětí (祠部司, cch’-pu-s’; v mingském a čchingském období 祠祭司, cch’-ťi-s’), se staral o rituály zahrnující oběti;
- návštěv (主客司, ču-kche-s’), organizoval přijetí cizích vyslanců a údělných knížat;
- zásobování pro oběti (膳部, šan-pu-s’; v mingském a čchingském období 精膳司, ťing-šan-s’),[4] zajišťující oběti, jídlo a nápoje pro ceremoniální příležitosti.

V čele stál ministr šang-šu (čínsky pchin-jinem shàngshū, znaky 尚書), který měl za Tchangů hlavní třetí hodnost (v systému devíti hodností), vedlejší druhou za Sungů, hlavní třetí za Ťinů, Jüan a do 1380 Mingů, hlavní druhou po 1380 za Mingů a Čchingů, vedlejší první za Čchingů po 1730. Pomáhali mu dva náměstci ministra š'-lang (čínsky pchin-jinem shìláng, znaky 侍郎). Odbory vedl ředitel lang-čung (郞中).
Za dynastie Jüan bylo slučováno s jinými ministerstvy, v letech 1260–1264 a 1266–68 bylo částí sjednoceného ministerstva státní správy, obřadů a daní li-hu-li-pu (čínsky pchin-jinem lìhùlǐbù, znaky 吏戶禮部), definitivně získalo samostatnost roku 1294.
Za Mingů a Čchingů bylo těsně spojeno s velkým sekretariátem, mnozí sekretáři měli titul ministra nebo náměstka ministra obřadů, případně přišli do sekretariátu z ministerstva.
Kromě ministerstva v hlavním městě říše (Nankingu, od roku 1421 Pekingu), existovalo v mingské době i paralelní ministerstvo obřadů ve vedlejším hlavním městě (v letech 1402–1421 Pekingu, od 1421 v Nankingu). Ministerstvo ve vedlejší metropoli mělo stejnou strukturu, avšak méně úředníků, Jeho pravomoc se vztahovala na vedlejší metropoli a metropolitní oblast.